# Rennes Volley 35 2019-2020
Questa voce raccoglie le informazioni riguardanti il Rennes Volley 35 nelle competizioni ufficiali della stagione 2019-2020.

## Organigramma societario
Area direttiva
- Presidente: Brice Chambourg

Area tecnica
- Allenatore: Nikola Matijasević
- Allenatore in seconda: Quentin Marion

## Rosa
| N° | Nome               | Ruolo | Data di nascita  | Nazionalità sportiva |
| -- | ------------------ | ----- | ---------------- | -------------------- |
| 1  | Philippe Tuitoga   | C     | 18 dicembre 1990 | Francia              |
| 2  | Paul Le Gars       | L     | 11 maggio 1999   | Francia              |
| 3  | Titouan Halle      | S     | 22 agosto 1998   | Francia              |
| 4  | Nathan Biteau      | P     | 3 luglio 2000    | Francia              |
| 5  | Leandro dos Santos | C     | 13 gennaio 1993  | Brasile              |
| 6  | Baptiste Iotefa    | S     | 20 febbraio 1997 | Francia              |
| 7  | Gustavo Delgado    | S     | 21 gennaio 1986  | Spagna               |
| 8  | Gary Chauvin       | P     | 29 dicembre 1987 | Francia              |
| 9  | Thiago Veloso      | P     | 15 agosto 1993   | Brasile              |
| 10 | Nikola Mijailović  | S     | 8 agosto 1989    | Serbia               |
| 11 | Gildas Prevert     | C     | 15 giugno 1996   | Francia              |
| 12 | Pierre Toledo      | C/O   | 8 aprile 2000    | Francia              |
| 13 | Kamil Baránek      | S     | 2 maggio 1983    | Rep. Ceca            |
| 16 | Thomas Bunel       | C/O   | 7 luglio 1997    | Francia              |
| 17 | Tanguy Nevot       | S/L   | 1º aprile 1997   | Francia              |
| 18 | Facundo Santucci   | L     | 6 marzo 1987     | Argentina            |
| 20 | Rafael de Araújo   | O     | 13 giugno 1991   | Brasile              |

## Risultati

### Coppa di Francia

#### Fase a eliminazione diretta
| Ottavi di finale - 30 ottobre 2019 Salle Pierre Charpy, Parigi | Paris | 3 - 2 | Rennes | 15-25, 22-25, 25-17, 25-23, 15-13 |

### Challenge Cup

#### Fase a gironi
| Secondo turno (andata) - 13 novembre 2019 C. D. Vitorino Nemésio, Vila da Praia      | Fonte do Bastardo | 0 - 3 | Rennes            | 18-25, 22-25, 23-25        |
| Secondo turno (ritorno) - 24 novembre 2019 Salle Colette-Besson, Rennes              | Rennes            | 3 - 1 | Fonte do Bastardo | 29-27, 25-23, 21-25, 25-22 |
| Sedicesimi di finale (andata) - 11 dicembre 2019 Salle Colette-Besson, Rennes        | Rennes            | 3 - 0 | Schönenwerd       | 25-16, 25-15, 25-17        |
| Sedicesimi di finale (ritorno) - 18 dicembre 2019 BetoncoupeArena, Schönenwerd       | Schönenwerd       | 0 - 3 | Rennes            | 18-25, 17-25, 17-25        |
| Ottavi di finale (andata) - 12 febbraio 2020 Salle Colette-Besson, Rennes            | Rennes            | 3 - 0 | VKP Nitra         | 25-18, 25-17, 25-21        |
| Ottavi di finale (ritorno) - 29 gennaio 2020 Mestská športová hala, Nitra            | VKP Nitra         | 1 - 3 | Rennes            | 18-25, 25-22, 20-25, 21-25 |
| Quarti di finale (andata) - 26 febbraio 2020 Salle Colette-Besson, Rennes            | Rennes            | 3 - 0 | Montpellier       | 25-19, 25-19, 25-22        |
| Quarti di finale (ritorno) - 4 marzo 2020 Palais des Sports Delmas, Castelnau-le-Lez | Montpellier       | 0 - 3 | Rennes            | 17-25, 12-25, 21-25        |
| Semifinali (andata) - 8 aprile 2020 Salle Colette-Besson, Rennes                     | Rennes            | -     | Spor Toto         | annullata                  |
| Semifinali (ritorno) - 15 aprile 2020 Başkent Voleybol Salonu, Ankara                | Spor Toto         | -     | Rennes            | annullata                  |